# Ottokar Czernin
Ottokar Theobald Otto Maria Czernin von und zu Chudenitz (Dymokury, 26 settembre 1872 – Vienna, 4 aprile 1932) è stato un politico boemo e ministro degli esteri dell'Impero austro-ungarico durante la prima guerra mondiale.

## Biografia
Appartenente a una famiglia dell'aristocrazia terriera boema, dopo la laurea in legge all'università di Praga nel 1895 entrò nei ruoli della diplomazia austro-Ungarica e fu inviato all'ambasciata di Parigi. Due anni più tardi sposò la contessa Marie Kinsky von Wichnitz und Tettau. Nel 1899 fu trasferito all'Aia. Interruppe la carriera diplomatica tre anni più tardi (1902) perché affetto da tubercolosi polmonare.
Negli anni 1903-13 fu deputato nel parlamento boemo per il Deutsche Volkspartei, un partito rappresentante gli interessi dei grandi latifondisti. In quel periodo divenne uno dei più intimi consiglieri dell'arciduca Francesco Ferdinando, l'erede al trono austro-ungarico. Riprese inoltre il servizio diplomatico nel 1912 come ambasciatore austro-ungarico a Bucarest, incarico che occupava all'inizio della prima guerra mondiale (1914) quando si adoperò invano per trascinare nel conflitto la Romania a fianco degli Imperi centrali.
Dopo l'assassinio a Sarajevo di Francesco Ferdinando, origine della I guerra mondiale, il 21 novembre 1916 salì al trono il nipote Carlo I, il quale nel dicembre 1916 nominò Czernin ministero degli affari esteri austriaco in sostituzione di Burián. Czernin era fautore di una pace di compromesso; d'altra parte, già allo scoppio della guerra aveva detto: "Abbiamo avuto la sorte di poter scegliere il modo in cui morire, e abbiamo scelto il più terribile". Come ministro degli esteri di Carlo I, nel marzo 1917 Czernin partecipò a una conferenza nella quale Germania e l'Austria-Ungheria fecero il punto sullo stato e gli obiettivi della guerra. Czernin riteneva che l'entrata in guerra degli Stati Uniti d'America sarebbe stata disastrosa e avrebbe reso improbabile la vittoria per gli Imperi Centrali, tanto più che l'Austria si trovava in difficoltà nel continuare la guerra; per giungere rapidamente a un accordo di pace con l'Intesa, Czernin proponeva, fra le altre cose, la cessione di territori degli Imperi Centrali. Contemporaneamente, attraverso il principe Sisto di Borbone-Parma, cognato di Carlo I, quest'ultimo avviato degli accordi di pace segreti fra l'Austria-Ungheria e la Francia. Le proposte di Czernin fallirono; anzi, l'Oberste Heeresleitung (Comando supremo tedesco) volle cominciare una guerra sottomarina indiscriminata, contro il parere dell'Austria. L'anno successivo Czernin fu il rappresentante dell'Austria ai negoziati di pace degli Imperi Centrali con Romania, Russia e Ucraina (trattato di Brest-Litovsk del 9 febbraio 1918): i disaccordi fra gli Imperi centrali resero difficile la posizione personale di Czernin. La sua posizione tuttavia divenne insostenibile nell'aprile 1918 quando il primo ministro francese Georges Clemenceau, accusato da Czernin di aver chiesto per la Francia una pace separata, rispose rendendo pubblici i negoziati segreti avviati dall'Austria-Ungheria con i governi dell'Intesa, il cosiddetto «affare Sisto», per cui Czernin fu costretto alle dimissioni. Nel 1919 Czernin pubblicò un libro di memorie.
Con la fine dell'impero austro-ungarico, e la fondazione di stati indipendenti nei suoi ex territori, Czernin rimase in Austria; fu eletto deputato al consiglio nazionale della Repubblica d'Austria per il Partito Democratico nel 1920.